# Discografia di Bresh
La discografia di Bresh, cantautore pop rap italiano, è costituita da tre album in studio, due mixtape, trentaquattro singoli e quindici video musicali (inclusi quelli come artista ospite), pubblicati dal 2012.

## Album in studio
| Anno                                                         | Titolo | Classifiche | Classifiche | Certificazioni     | Unità           |
| Anno                                                         | Titolo | ITA         | SWI         | Certificazioni     | Unità           |
| ------------------------------------------------------------ | --- | ----------- | ----------- | ------------------ | --------------- |
| 2020                                                         | Che io mi aiuti - Pubblicato: 14 febbraio 2020 - Etichetta: Epic Records, Sony Music - Formati: CD, LP, download digitale, streaming | 11          | —           | - ITA: Platino     | - ITA: 50 000+  |
| 2022                                                         | Oro blu - Pubblicato: 4 marzo 2022 - Etichetta: Epic Records, Sony Music - Formati: CD, LP, download digitale, streaming             | 1           | —           | - ITA: Platino (2) | - ITA: 100 000+ |
| 2025                                                         | Mediterraneo - Pubblicato: 6 giugno 2025 - Etichetta: Epic Records, Sony Music - Formati: CD, LP, download digitale, streaming       | 1           | 73          | - ITA: Oro         | - ITA: 25 000+  |
| "—" indica una pubblicazione non classificata in quel paese. | |             |             |                    |                 |

## Mixtape
| Anno | Titolo |
| ---- | --- |
| 2012 | Cambiamenti mixtape (con Gughi P) - Pubblicato: 17 dicembre 2012 - Etichetta: Epic Records, Sony Music - Formati: CD, download digitale, streaming |
| 2013 | Cosa vogliamo fare - Pubblicato: 11 dicembre 2013 - Etichetta: Epic Records, Sony Music - Formati: CD, download digitale, streaming                |

## Singoli

### Come artista principale
| Anno                                                         | Titolo                                       | Classifiche | Classifiche | Certificazioni     | Unità           | Album di provenienza |
| Anno                                                         | Titolo                                       | ITA         | SWI         | Certificazioni     | Unità           | Album di provenienza |
| ------------------------------------------------------------ | -------------------------------------------- | ----------- | ----------- | ------------------ | --------------- | -------------------- |
| 2017                                                         | Il bar dei miei                              | —           | —           |                    |                 | /                    |
| 2017                                                         | Astronauti                                   | —           | —           |                    |                 | /                    |
| 2018                                                         | Lontano (RMX)                                | —           | —           |                    |                 | /                    |
| 2018                                                         | Snake                                        | —           | —           |                    |                 | /                    |
| 2018                                                         | Pepepe                                       | —           | —           |                    |                 | /                    |
| 2019                                                         | No Problem                                   | —           | —           |                    |                 | Che io mi aiuti      |
| 2019                                                         | Oblò (feat. Rkomi)                           | —           | —           |                    |                 | Che io mi aiuti      |
| 2020                                                         | Team (feat. Vaz Tè)                          | —           | —           |                    |                 | Che io mi aiuti      |
| 2020                                                         | Girano (feat. Izi)                           | —           | —           | - ITA: Oro         | - ITA: 35 000+  | Che io mi aiuti      |
| 2021                                                         | Angelina Jolie                               | 29          | —           | - ITA: Platino (4) | - ITA: 400 000+ | Oro blu              |
| 2021                                                         | Caffè                                        | 99          | —           | - ITA: Oro         | - ITA: 50 000+  | Oro blu              |
| 2022                                                         | Andrea                                       | 21          | —           | - ITA: Platino     | - ITA: 100 000+ | Oro blu              |
| 2022                                                         | Parli di me (feat. Rkomi)                    | 35          | —           |                    |                 | Oro blu              |
| 2022                                                         | Il meglio di te                              | 54          | —           | - ITA: Platino     | - ITA: 100 000+ | Oro blu              |
| 2023                                                         | Guasto d'amore                               | 1           | —           | - ITA: Platino (5) | - ITA: 500 000+ | Mediterraneo         |
| 2023                                                         | Altamente mia                                | 12          | —           | - ITA: Platino (2) | - ITA: 200 000+ | Mediterraneo         |
| 2023                                                         | Parafulmini (con Ernia e Fabri Fibra)        | 13          | —           | - ITA: Platino (3) | - ITA: 300 000+ | Io non ho paura      |
| 2023                                                         | Nightmares (con i Pinguini Tattici Nucleari) | 1           | —           | - ITA: Platino (2) | - ITA: 200 000+ | /                    |
| 2024                                                         | Torcida                                      | 9           | —           | - ITA: Platino     | - ITA: 100 000+ | Mediterraneo         |
| 2025                                                         | La tana del granchio                         | 8           | 77          | - ITA: Oro         | - ITA: 100 000+ | Mediterraneo         |
| 2025                                                         | Crêuza de mä (con Cristiano De André)        | 49          | —           |                    |                 | /                    |
| 2025                                                         | Umore marea                                  | 16          | —           |                    |                 | Mediterraneo         |
| "—" indica una pubblicazione non classificata in quel paese. |                                              |             |             |                    |                 |                      |

### Come artista ospite
| Anno                                                         | Titolo                                              | Classifiche | Certificazioni | Unità          | Album di provenienza  |
| Anno                                                         | Titolo                                              | ITA         | Certificazioni | Unità          | Album di provenienza  |
| ------------------------------------------------------------ | --------------------------------------------------- | ----------- | -------------- | -------------- | --------------------- |
| 2018                                                         | Questo no (Vaz Tè feat. Bresh)                      | —           |                |                | /                     |
| 2021                                                         | Finirà così (Silent Bob feat. Bresh)                | —           |                |                | /                     |
| 2021                                                         | Vino (Guesan feat. Bresh)                           | —           |                |                | /                     |
| 2021                                                         | Glory Days (Disme e Vaz Tè feat. Bresh)             | —           |                |                | Glory Days EP         |
| 2021                                                         | 100 S (Inoki feat. Bresh e Disme)                   | —           |                |                | Nuovo Medioego        |
| 2022                                                         | Kanye West (Camilla Magli feat. Bresh)              | —           |                |                | /                     |
| 2022                                                         | Vuoto dentro (Sick Luke feat. Bresh e Mara Sattei)  | 42          | - ITA: Oro     | - ITA: 50 000+ | X2 (deluxe)           |
| 2023                                                         | Dimmi che (Ava feat. Bresh e Neima Ezza)            | 68          |                |                | Ok Ava                |
| 2024                                                         | Per un BroBro (Diss Gacha feat. Bresh)              | —           |                |                | Cultura italiana pt.1 |
| 2024                                                         | Per sempre (Artie 5ive feat. Bresh)                 | 41          |                |                | /                     |
| 2024                                                         | Good Girl (Night Skinny feat. Rkomi, Ernia e Bresh) | 18          |                |                | Containers            |
| 2025                                                         | Non basta mai (Capo Plaza feat. Bresh e Tony Effe)  | 7           |                |                | /                     |
| "—" indica una pubblicazione non classificata in quel paese. |                                                     |             |                |                |                       |

## Altri brani entrati in classifica
| Anno | Titolo                          | Classifiche | Album di provenienza |
| Anno | Titolo                          | ITA         | Album di provenienza |
| ---- | ------------------------------- | ----------- | -------------------- |
| 2025 | Rotta maggiore (partenza)       | 75          | Mediterraneo         |
| 2025 | Capo Horn (feat. Tedua)         | 10          | Mediterraneo         |
| 2025 | Kamala                          | 67          | Mediterraneo         |
| 2025 | Altezza cielo (feat. Kid Yugi)  | 17          | Mediterraneo         |
| 2025 | Agave                           | 41          | Mediterraneo         |
| 2025 | Dai che fai                     | 28          | Mediterraneo         |
| 2025 | Tarantola                       | 89          | Mediterraneo         |
| 2025 | Erica (feat. Sayf)              | 77          | Mediterraneo         |
| 2025 | Il limite (feat. Achille Lauro) | 91          | Mediterraneo         |

## Collaborazioni
| Anno                                                         | Titolo                                                                    | Classifiche | Album di provenienza                             |
| Anno                                                         | Titolo                                                                    | ITA         | Album di provenienza                             |
| ------------------------------------------------------------ | ------------------------------------------------------------------------- | ----------- | ------------------------------------------------ |
| 2017                                                         | Step By Step (Tedua feat. Bresh)                                          | —           | Orange County California                         |
| 2018                                                         | Sogni di strada (Nader Shah e Ill Rave feat. Bresh)                       | —           | Sogni di strada                                  |
| 2019                                                         | Pesche & vino (Vaz Tè feat. Bresh e Gianni Bismark)                       | —           | Waiting Room                                     |
| 2019                                                         | Camionetta (Guesan feat. Bresh)                                           | —           | Charlie Dalton (The Appetizer)                   |
| 2020                                                         | Mare mosso (Tedua feat. Bresh)                                            | 13          | Vita vera mixtape: aspettando la Divina Commedia |
| 2020                                                         | Big Dog (Vaz Tè feat. Bresh e DrefGold)                                   | —           | VT2M                                             |
| 2020                                                         | Da buttare (Cromo feat. Bresh e Disme)                                    | —           | Purosangue Mixtape                               |
| 2020                                                         | Straordinario (Disme feat. Bresh)                                         | —           | Malverde                                         |
| 2022                                                         | Dance (J Lord feat. Bresh)                                                | —           | No Money More Love                               |
| 2022                                                         | Mezzanotte in punto (The Night Skinny feat. Bresh, Franco126 e Ketama126) | 26          | Botox                                            |
| 2022                                                         | Come mi guardi (The Night Skinny feat. Bresh, Coez e Madame)              | 31          | Botox                                            |
| 2022                                                         | Chiedimi come sto (Marco Mengoni feat. Bresh)                             | —           | Materia (Pelle)                                  |
| 2022                                                         | Macchine (TY1 feat. Nicola Siciliano e Bresh)                             | —           | Djungle Unchained                                |
| 2023                                                         | Anime libere (Tedua feat. Rkomi e Bresh)                                  | 14          | La Divina Commedia                               |
| 2023                                                         | Lisbona (Carl Brave feat. Bresh)                                          | —           | Migrazione                                       |
| 2023                                                         | Parliamo delle stesse cose (Gianni Bismark feat. Bresh)                   | —           | Andata e ritorno                                 |
| 2024                                                         | Graffiti (Rose Villain feat. Bresh)                                       | 81          | Radio Sakura                                     |
| 2024                                                         | Dopo le 4 (Tony Effe feat. Bresh e Tedua)                                 | 2           | Icon                                             |
| 2024                                                         | Nuovo me (Mace feat. Rkomi, Bresh e Iako)                                 | 62          | Māyā                                             |
| 2024                                                         | Jolly Roger (Tedua feat. Izi, Disme, Bresh e Vaz Tè)                      | 5           | La Divina Commedia                               |
| 2024                                                         | Diamoci una tregua (Angelina Mango feat. Bresh)                           | —           | Poké melodrama                                   |
| 2024                                                         | I Want U (DrefGold feat. Bresh)                                           | —           | Goblin                                           |
| 2024                                                         | Manca l'aria (Disme feat. Bresh)                                          | —           | Lieto fine                                       |
| 2025                                                         | Generazioni (Jake La Furia feat. Bresh)                                   | 78          | Fame                                             |
| 2025                                                         | Brutti ricordi (Rkomi feat. Bresh)                                        | 60          | Decrescendo                                      |
| "—" indica una pubblicazione non classificata in quel paese. |                                                                           |             |                                                  |

## Video musicali
| Anno | Titolo               | Regista           |
| ---- | -------------------- | ----------------- |
| 2016 | Gaston               | Alexander Coppola |
| 2016 | Prestigio            | Simone Mariano    |
| 2016 | Ande                 | Alexander Coppola |
| 2017 | Gazza ladra          | Simone Mariano    |
| 2017 | Il bar dei miei      | Simone Mariano    |
| 2017 | Astronauti           | Simone Mariano    |
| 2018 | Snake                | Simone Mariano    |
| 2019 | No Problem           | School Project    |
| 2021 | Angelina Jolie       | Alessandro Treves |
| 2021 | Caffè                | Marco Giacobbe    |
| 2022 | Andrea               | Attilio Cusani    |
| 2023 | Guasto d'amore       | Simone Mariano    |
| 2023 | Altamente mia        | Simone Mariano    |
| 2023 | Parafulmini          | Fabrizio Conte    |
| 2023 | Nightmares           | Fabrizio Conte    |
| 2024 | Torcida              | Simone Mariano    |
| 2025 | La tana del granchio | Emanuele Cantó    |
| 2025 | Umore marea          | Emanuele Cantó    |
| 2025 | Non basta mai        | Giulio Rosati     |